# Балерина (филм из 2025)
Балерина (промовисана као филм Из света Џона Вика: Балерина) је амерички акциони трилер из 2025. године, који је режирао Лен Вајзман, а сценарио је написао Шеј Хатен. То је пети део франшизе Џон Вик. То је интерквел и смештен је између догађаја из филма Џон Вик 3: Парабелум (2019) и Џон Вик 4 (2023). У њему глуми Ана де Армас као балерина/убица Ив Макаро, поред Габријела Берна, Каталине Сандино Морено и Нормана Ридуса. Међу онима који су поновили своје улоге из претходних филмова су Анџелика Хјустон, Ленс Редик (у свом последњем филмском појављивању), Ијан Макшејн и Кијану Ривс.
Lionsgate је 2017. године откупио Хатенов сценарио за спиноф филм, што је довело до тога да он допринесе коначном сценарију за Парабелум и буде главни сценариста за филм Џон Вик 4. У октобру 2019. године, Вајзман је ангажован као редитељ. Чед Стахелски, који је режирао претходне филмове, потврђен је као продуцент до маја 2020. године. Балерина је званично најављена у априлу 2022. године, а де Армас је потврђена као главна глумица. Главно снимање одвијало се од новембра 2022. до јануара 2023. године у Прагу. Додатне акционе секвенце су снимане почев од фебруара 2024. године.
Филм Балерина је објављен у Сједињеним Америчким Државама 6. јуна 2025. године. Филм је добио генерално позитивне критике критичара и зарадио је 132 милиона долара широм света.

## Радња
Ив Макаро је ћерка два убице: Хавијера из племена Руска Рома и његове неименоване супруге, чланице Kулта. У младости, Хавијер је одвео Ив из Kултa, што је довело до смрти њене мајке. Док канцелар Kулта покушава да поврати Ив, они нападају њену резиденцију, убијајући њене стражаре и смртно рањавајући Хавијера, који јој помаже да побегне. Власник њујоршког Континенталног ресторана, Винстон Скот, доводи Ив у Руска Рома, где она упознаје њиховог директора и пристаје да им се придружи.
Током наредних 12 година, Ив се обучава као балерина и убица/телохранитељ под вођством директора и Ногија. У једном тренутку, она сусреће Џона Вика, који је посетио директора да затражи безбедан пут до Казабланке.
Џон саветује Ив да напусти свој насилни пут, мада безуспешно. Ив завршава програм након што је убила колегиницу убицу из породице Руска Рома, за коју се имплицира да није испунила своје дужности. Ив потом успешно штити своју прву штићеницу, наследницу Катлу Парк. Два месеца касније, након што је испунила уговор, Ив напада убица, кога она убија и идентификује као култисту. Она пита Директора о Култу, тражећи освету. Директор забрањује Иви да прогони Култ због дугогодишњег примирја између Култа и Руских Рома.
Ив не послуша директора и посети њујоршки Континентал, где јој Харон одобрава састанак са Винстоном. Винстон открива да један култиста, Данијел Пајн, одседа у хотелу Праг Континентал и да је за њега расписана велика награда, па Ив путује тамо и резервише собу. Ив се инфилтрира у Пајнову собу, откривајући његову ћерку Елу, за коју Пајн открива да се крије од Култа, пошто је побегао од њих. Док неколико култиста стационираних у хотелу посматрају Ив и Пајнa, њихова вођа Лена повећава Пајнову награду. Култисти и други плаћеници нападају Пајнa на континенталном тлу. Пајн поверава Елу Ив, обећавајући да ће јој касније дати информације о Култу. Док излазе из Континентала, култиста Декс пуца у Пајнa, док Лена онеспособљава Ив и киднапује Елу. Особље Прашког континенталног брода поштеђује Iv и погубљује два заробљена култиста/плаћеника због њиховог напада.
Ив одлази да купи оружје од трговца оружјем Френка, али Култ напада његову продавницу. Након што Ив убије култисте, Френк јој помаже да сузи локацију базе Kулта и обезбеђује јој превоз. Ивина потрага води до града Халштата, где је брзо нападају његови становници, који су сви убице које раде за Култ. Ив је на крају заробљена и доведена канцелару, који открива њену припадност групи Руска Рома. Ив открива своју осветничку заверу, док он открива да је Пајн његов син, а Ела његова унука. Канцелар се сећа Ив, обавештавајући Лену да је она Ивина старија сестра. Ив се ослобађа пре него што је Лена сатера у ћошак, откривајући њихово сродство. Лена каже да ју је Хавијер напустио током бекства јер се плашио да ју је Култ већ индоктринирао. Чувши разговор између Ив и Лене, канцелар наређује њихову смрт. Лену убијају гранате Култa док Ив бежи.
Канцелар позива директора да објави рат између њихових фракција због Ивиних поступака, упркос томе што је директор делио да је Ив постала одметница. Да би умирио канцелара, директор шаље Џона Вика да елиминише Ив као компромис, што канцелар прихвата. Џон стиже у Халштат, где проналази и побеђује Ив, више пута је штедећи и преклињући је да одустане од потере. Ив моли за освету, што наводи саосећајног Џона да јој да мање од тридесет минута да убије канцелара, након чега ће наставити свој уговор.
Ив наставља борбу против Култa, док јој Џон помаже из даљине. Када Култ изгуби траг од Џона, канцелар покушава да побегне са Елом, али их Ив сатера у ћошак. Канцелар покушава да уразуми Ив, али она га погуби и спасе Елу. Џон обавештава директора о канцеларовој смрти.
Ела се поново среће са опорављеним Пајном у хотелу Њујорк Континентал где Ив тражи уточиште. Култ расписује велику награду за Ив. Док гледа балетску представу бивше Кикиморине приправнице Татјане, Ив сазнаје за награду и напушта позориште.

## Улоге
- Ана де Армас као Ив Макаро, балерина која почиње да се обучава у традицији убица групе Руска Рома.[2] Према речима колеге глумца Ијана Макшејна, лик је под заштитом Винстона и Харона у хотелу Континентал у Њујорку током снимања филма.[3]
  - Викторија Комт као млада Ив
- Анџелика Хјустон као директорка, вођа Руска Рома, организације убица балерина са седиштем у Њујорку.[4]
- Габријел Берн као канцелар,[5] главни антагониста филма и вођа опасног култа убица са седиштем у Халштату.[3][6]
- Ленс Редик као Харон, портир у хотелу Континентал у Њујорку, пријатељ Винстона Скота и познаник Џона Вика.[7] Ово је био Редиков последњи наступ као Харон, и целокупно последње појављивање на екрану објављено постхумно.[8]
- Норман Ридус као Данијел Пајн, убица и син канцелара који бежи из Култа.[9] Ридус се дивио Кијану Ривсу због захтевног посла у франшизи. Ридус је упоредио добро кореографисане борбене сцене у филму са „лабавим“ и „неуредним“ у својој серији Ходајући мртваци: Дарил Диксон (2023–данас).[10]
- Каталина Сандино Морено као Лена, убица која ради за канцелара, а која је Ивина давно изгубљена старија сестра.[11]
- Ијан Макшејн као Винстон Скот, енигматични власник хотела Континентал у Њујорку и пријатељ Џона Вика.[12]
- Кијану Ривс као Џон Вик, професионални убица и легендарни атентатор који је стекао репутацију због својих вештина и налази се у бекству од Високог стола.

## Продукција

### Развој
У јулу 2017. године, Lionsgate је купио акциони трилер Шеја Хатена. Балерина, која је сама по себи инспирисана када је Хатен погледао трејлер за филм Џон Вик 2, а филм је продуцирала компанија Thunder Road Films, а Хатен је преписао сценарио да би био део франшизе Џон Вик, а концепти Балерине су на крају уткани у трећи главни филм, Џон Вик 3: Парабелум (2019), где се појављује балерина коју глуми Јунити Фелан. Крајем године, сценарио је изгласан на Црној листи најбољих непродуцираних сценарија у 2017. години. До октобра 2019. године, Лен Вајзман је ангажован да режира филм. У мају 2020. године објављено је да студио тражи глумицу за главну улогу у филму, а Клои Грејс Морец је била образац за врсту талента коју су тражили. Стахелски се састао са Вајзманом и обратио се руководиоцима да ангажују филмског ствараоца. Потврдио је да ће он и његов тим тесно сарађивати са Вајзменом на акционим сценама и каскадерским сценама за филм, признајући да ће Вајзменов стил снимања филма додати разноликост франшизи. У том тренутку, Вајзман и Хатен су радили на новијој верзији сценарија. До октобра 2021. године, Ана де Армас је започела преговоре да игра насловни лик, балерину-убицу. До априла 2022. године, Lionsgate је званично најавио филм на СинемаКону. У јулу 2022. године, Емералд Фенел је ангажована да допринесе сценарију као један од његових писаца.

### Снимање
Првобитно планирано да почне лето 2022. године, главно снимање је званично почело 7. новембра 2022. године у Прагу, у Чешкој Републици. Током новембра и почетком децембра, објављено је да су се Кијану Ривс, Ијан Макшејн, Анџелика Хјустон и Ленс Редик придружили глумачкој постави и да ће поновити своје улоге из претходних филмова франшизе. Током децембра, Каталина Сандино Морено, Норман Ридус и Габријел Берн придружили су се споредној постави у неоткривеним улогама. Током снимања, Ривс није био у могућности да прилагоди свој распоред снимања како би прихватио понуду Lucasfilm-а да игра Џедај мајстора Сола у ограниченој серији Ратова звезда на Дизни+, Службеник (2024), што је резултирало тиме да ту улогу уместо тога добије Ли Јунг-џе. Филм Балерина је био у постпродукцији у фебруару 2023. У фебруару 2024. године, продуцент Чед Стахелски је радио на додатним акционим сценама за филм са редитељем Леном Вајзманом. До марта, глумачкој екипи су се придружили Дејвид Кастанеда и Шерон Данкан-Брустер. Наводно је Стахелски надгледао поновно снимање које је трајало два до три месеца, поново снимивши већи део филма, док Вајзман није био присутан на сету. Међутим, и Стахелски и Вајзман су одбацили ову тврдњу, рекавши да се радило само о две недеље додатног фотографисања и да је Стахелски то надгледао заједно са Вајзманом. Норман Ридус је допутовао из Јапана да би снимио додатне борбене сцене у Будимпешти.

### Музика
До априла 2023. године, Марко Белтрами и Ана Друбич су ангажовани као композитори. Белтрами је претходно сарађивао са Вајзманом на филмовима Подземни свет: Еволуција (2006) и Умри мушки 4 (2007). Касније, у септембру 2024. године, дуо су заменили редовни композитори франшизе Тајлер Бејтс и Џоел Џ. Ричард. Дана 9. маја 2025. године објављена је песма Hand That Feeds, коју су извеле Холси и фронтменка бенда Evanescence, Ејми Ли. Касније је Evanescence објавио песму Fight Like a Girl са К. Флејем, која служи као тема филма.

## Маркетинг
Први маркетиншки материјал за филм, приказан на конвенцији СинемаКон у априлу 2024. године, био је кратки тизер трејлер објављен публици. Entertainment Weekly је објавио да се у трејлеру појављују Харон, Винстон, неоткривени лик Нормана Ридуса и Вик у камео улози на крају. Наслов је представљен као Џон Вик представља: Балерина. Bleeding Cool је назвао снимак „управо оно од чега су направљени снови СинемаКона“. Lionsgate је објавио први трејлер филма 26. септембра 2024. године.

## Издање
Филм Балерина је објављен у Сједињеним Државама 6. јуна 2025. године, након што је премијера одложена годину дана у односу на првобитно најављени датум 7. јуна 2024. године.

## Рецепција

### Биоскопска благајна
Закључно са 15. јуном 2025. године, филм Балерина је зарадио 41,8 милиона долара у Сједињеним Државама и Канади, и 49,7 милиона долара у другим територијама, што је укупно 91,5 милиона долара широм света.
У Сједињеним Државама и Канади, пројектовано је да ће Балерина остварити бруто од 28 до 30 милиона долара у 3.409 биоскопа током првог викенда приказивања. Првог дана је зарадио 10,5 милиона долара, укључујући 3,75 милиона долара од премијера. Дебитовао је са зарадом од 24,5 милиона долара, што је мало испод пројекција и завршио је на другом месту иза преосталог филма Лило и Стич. У другом викенду филм је зарадио 9,4 милиона долара (пад од 62%), павши на пето место.

### Критички одговор
Филм Балерина је добио генерално позитивне критичке реакције. На веб-сајту за прикупљање рецензија Rotten Tomatoes, 76% од 258 критичарских рецензија је позитивно. Консензус веб-сајта гласи: „Опремајући челичну Ану де Армас креативно бруталном акционом кореографијом и пријатно чудном причом о пореклу, Балерина грациозно излази на средишњу сцену Виковог свемира.“ Metacritic, који користи пондерисани просек, доделио је филму оцену 59 од 100, на основу 49 критичара, што указује на „мешовите или просечне“ критике. Публика коју је анкетирао CinemaScore дала је филму просечну оцену А– на скали од A+ до F, док су они које је анкетирао PostTrak дали 87% позитивне оцене, при чему је 79% рекло да би га свакако препоручило.
Алисон Вилмор из Vulture-а дала је позитивну критику и написала: „Апсурдно је, узбудљиво и прелепо, и не знам шта нас је довело до тога, али иако Балерина не почиње као прави филм о Џону Вику, сигурно се тако и завршава.“ Клинт Гејџ из IGN-а је написао: „То је спиноф који зна зашто је серијал о Џону Вику био толико успешан и оба ефикасно прате правила док истовремено доприносе свету који се стално шири. Иако је потребан добар део времена на екрану да се пронађе самопоуздано тло, када се друга половина покрене, енергија је неоспорна док Балерина постаје једна смешна, крвава и креативна борбена сцена за другом.“
Џастин Кларк из часописа Slant био је критичнији према филму, наводећи: „Без сопствене митологије или било каквих суштинских веза са тим где филмови о Џону Вику хронолошки иду након овог, Балерина је само још један део 87Eleven-а.“

## Будућност
У марту 2023. године, продуценткиња Ерика Ли је изјавила да студио планира да развије наставак у којем ће се де Армас вратити својој улози.